# Brockley (stacja kolejowa)
Brockley – stacja kolejowa na terenie London Borough of Lewisham, obsługiwana przez London Overground (które pełni także rolę administratora stacji) oraz Southern. W roku statystycznym 2008/09 skorzystały z niej niespełna 2 miliony pasażerów.